# Perícleto
Perícleto era un músico lírico originario de Lesbos, de la escuela de Terpandro, hacia el año 550 a. C. En las fiestas cárneas de Esparta,  había concursos musicales con el kithara, en qué los músicos de la escuela de Terpandro había obtenido el premio, obtenidos por  Terpandro y Perícleto.